# Ocrisiona frenata
Ocrisiona frenata är en spindelart som beskrevs av Simon 1901. Ocrisiona frenata ingår i släktet Ocrisiona och familjen hoppspindlar. Inga underarter finns listade i Catalogue of Life.